# Калеидоскоп
Калеидоскоп  (од грчке речи Καλειδοσκόπιο) је оптичка направа у облику цеви, са три или више равних огледала која су стављена под погодним угловима тако да се предмети, обично комади разнобојног стакла, огледају у много симетричних фигура. Огледала су намештена тако да мала промена положаја стакла даје разне занимљиве симетричне слике у више боја. Зове се и мириоморфоскоп.